# 恒川邦夫
恒川 邦夫（つねかわ くにお、1943年 - ）は、日本のフランス文学者、翻訳家。一橋大学名誉教授。
専攻はポール・ヴァレリーと、黒人アフリカ文学、カリブ地域を軸としたクレオール文学。

## 略歴
東京生まれ。東京大学文学部博士課程中退、パリ第三大学文学博士。1976年一橋大学社会学部教授、1996年一橋大学大学院言語社会研究科教授、2006年3月定年退任。退職後は中国・武漢にある華中師範大学仏文科教授を務めた。
『科学者たちのポール・ヴァレリー』で、1996年度の第32回日本翻訳出版文化賞を共同受賞。

## 著書
- 『全方位50のヴェルシオン』（朝日出版社）- 中上級者向けの仏語教科書
- 『フランケチエンヌ クレオールの挑戦』（現代企画室） 1999
- 『《クレオール》な詩人たち I』（思潮社） 2012
- 『《クレオール》な詩人たち II』（思潮社） 2018
- 『サン＝ジョン・ペルスと中国 〈アジアからの手紙〉と『遠征』』（法政大学出版局） 2020

### 共編
- 『新初等フランス語文法』（鈴木道彦共編、朝日出版社） 1982
- 『コレクション・フランス語 5 読む』（田島宏共編、白水社） 1992、改訂版 2002
- 『プチ・ロワイヤル和仏辞典』（吉田城・牛場暁夫と編集委員、旺文社） 1993。新版 2003、2010
- 『文化アイデンティティの行方 一橋大学言語社会研究科国際シンポジウムの記録』（古沢ゆう子・坂井洋史・鵜飼哲・三浦玲一共編、彩流社） 2004

## 翻訳
- 『クレオール礼賛』（ジャン・ベルナベ, パトリック・シャモワゾー, ラファエル・コンフィアン、平凡社） 1997
- 『朝まだきの谷間』（コンフィアン、長島正治共訳、紀伊國屋書店） 1997
- 『幼い頃のむかし』（シャモワゾー、紀伊國屋書店） 1998
- 『全 - 世界論』（エドゥアール・グリッサン、みすず書房） 2000
- 『レザルド川』（グリッサン、現代企画室） 2003

### ヴァレリー関連
- 『ヴァレリー全集 カイエ篇 5 夢・意識』（筑摩書房） 1980、三浦信孝と分担訳
- 『純粋および応用アナーキー原理』（ヴァレリー、筑摩叢書） 1986
- 『ポール・ヴァレリー 「アガート」 訳・注解・論考』（筑摩書房） 1994
- 『精神の危機 他十五篇』（ヴァレリー、岩波文庫） 2010
- 『ヴァレリー集成』（全6巻、筑摩書房） 2011 - 2012、塚本昌則・松田浩則・中村俊直らと共編訳
- 『レオナルド・ダ・ヴィンチ論 全三篇』（ヴァレリー、今井勉共訳、平凡社） 2013
- 『科学者たちのポール・ヴァレリー』（ロビンソン＝ヴァレリー編、菅野昭正・松田浩則・塚本昌則共訳、紀伊國屋書店） 1996
- 『評伝 ポール・ヴァレリー』3巻組（ミシェル・ジャルティ、監訳、水声社） 2023
- 『ヴァレリーとのひと夏』（レジス・ドゥブレ、人文書院） 2024